# 巴哈伊信仰与科学
巴哈伊信仰的一项基本原则是宗教与科学并行不悖。巴哈伊经典断言，真正的科学和真正的宗教永远不可能发生冲突。 巴哈伊信仰创始人儿子阿博都巴哈指出，“如果宗教所坚持的信念在科学上证明是假的，那么它必然就是假的，就是迷信”。 他还说，真正的宗教必须符合科学的结论。

## 宗教与科学并行不悖
阿博都巴哈断言，科学和宗教是不可能冲突的，因为它们是同一真理的不同方面，他还坚信，理性的力量是了解宗教的真理所必须的。 巴哈教信仰在第20世纪上半叶的核心守基·阿芬第认为，科学和宗教“是人类的生活中最强有力的两大力量”。
这一教义表达了，当宗教和科学之间发生冲突，那必然是人为错误所导致的；或者是其曲解了宗教经典，亦或是没有对科学达到完全的理解。阿博都巴哈解释说，不符合科学的宗教教义不应当被接受；他亦解释说，宗教必须合乎理性，因为上帝赋予人类以理性，人类可以凭借其发现真理。
在巴哈伊信仰的著作中，科学和宗教被比作鸟的两翼，人的智慧可以不断精进，人的灵魂亦可不断进步。 进而，巴哈伊信仰认为，没有科学，宗教很快会堕入迷信和狂热，没有宗教，科学就成了粗俗的物质主义的工具。阿博都巴哈在他的一个公共谈话时说：
要是宗教违背了逻辑原理，那它就不再是宗教，而只是一种传统了。宗教和科学是人类的智慧得以凌空翱翔的两只翅膀，有了它们，人的心灵就能进步。单靠一只翅膀是飞不起来的！倘若只用宗教之翼去飞，就会很快堕入迷信的深渊。倘若只用科学之翼去飞，不仅同样不能进步，反而还会栽进唯物主义的绝望泥潭。当今，所有的宗教都已经堕落于迷信活动，与它们所代表之教义的真正原则和同时代的科学发现格格不入。

## 巴哈伊信仰对科学态度
阿博都巴哈一段广为引用的谈话：
数学家、天文学家、化学家时常证明以往的结论为谬误并予以摒弃；没有什么是铁板钉钉的，没有什么是盖棺定论的；每一个认识都处在不断的变化之中，因为人的理性沿着新的研究途径不断进步，每时每日都会得出新的结论。现今很多被宣布和承认为正确的，在将来会被否认和证伪。并且，这样的情形会持续下去，永无止境。

## 巴哈伊信仰核心人物关于科学的主张

### 创造论
巴哈欧拉认为宇宙既没有开始，亦没有终结，其组成部分一直存在并将继续存在下去。在其《希克迈特书简》中，有如下的描述：已经存在着的一切早已存在，但不是你现在所见的形式。作用力与其受体相互作用而产生热能，存在界便由此而生。这二者相同而又相异。
巴哈伊认为，圣经中《创世纪》中的故事，是对存在物的精神实质较为原始的描述。在《创世纪》出现的时代，而过于精确和详细的细节无必要，亦无法被理解同样的，阿博都巴哈认为，亞當與夏娃的故事，不能以字面的意义接受或理解，而“必须作为一种绝对的象征来思考”。而相对于年轻地球创造论，巴哈伊则认为地球是古老的。

### 核能
巴哈欧拉认为:
奇异而惊人的事物存在于地球上，而人们想不到也理解不了。这些事物能够改变整个地球大气环境，其污染可致人于死地。
巴哈伊信徒后来指出，这段表述是关于核能的发现与核武器的使用的。

### 元素的嬗变
巴哈欧拉在1873年曾经书写道：
试想，那些与上帝举伴的人，在这片土地上的人们心中所引起的疑惑。他们问：“铜有可能变成金吗？”以我主为誓！说有可能。然而，其奥秘隐藏于我的知识中。我将把它揭示给我意欲启发的人。谁怀疑我的能力，让他去恳求他的主上帝把秘密透露给他，并使他确信此事的真实性。铜可以变成金，那么，足以证明金当然可以变成铜，愿他们了解这真理。每一种矿物都可以变成另一种矿物的密度、形态和本质，那知识隐藏于我的隐蔽经书之中。

### 外星生命
巴哈欧拉曾经书写道：
有学识的人，把这个地球的年龄确定为许多千年，他们经过长时间的观察，仍不能探究其他星球的数目与年龄。而且，这些学者所提倡的学说，有极大的分歧。你须知，每一颗恒星都有它自己的行星，每颗行星都有它自己的生物，其数目无人能计算。
其中“每颗行星都有它自己的生物”的表述引起了一些讨论。因为，目前并没有外星生命的直接证据。同时地球殊異假說等理论亦对生命的广泛存在提出了质疑。 
巴哈伊著作就此议题并未做过多的涉及。守基·阿芬第则在一封书信中作出以下说明：
...巴哈欧拉提到的其他行星的生物并不能被直接理解为与地球上的人类足够相似的生物。巴哈欧拉并没有明确阐述这些生物与我们有多相似或不同，而只是简单的指出每个行星上都有生物。那些生物的本质则有待科学发现。
关于同一个主题，世界正义院认为：
就像你指出的，巴哈欧拉曾经指出每一颗恒星都有它自己的行星，每颗行星都有它自己的生物。但是，世界正义院认为，并没有任何巴哈伊著作中指出这些生命所发展到的阶段。

### 引用
1. ↑  Basiti; Moradi; Akhoondali.  1st. Tehran: Bahar Afshan Publications. 2014: 160.
2. ↑  `Abdu'l-Bahá 1912，第141–146頁
3. 1 2  Effendi 1912
4. ↑  Mehanian & Friberg 2003
5. ↑  Effendi 1938
6. ↑  Effendi 1912，第220頁
7. 1 2  Esslemont 1980，第204–205頁
8. ↑  Taherzadeh, A. . Oxford, UK: George Ronald. 1987: 42  [2019-05-03]. ISBN 0-85398-270-8. （原始内容存档于2012-03-06）.
9. ↑  `Abdu'l-Bahá 1912，第140頁
10. ↑  Brown, Keven; Von Kitzing, Eberhard (编). . Kalimat Press. 2001: 6, 17, 117, etc. ISBN 978-1-890688-08-0.
11. ↑  Bahá'u'lláh 1994，第69頁
12. ↑  Smith, Peter. . . Oxford: Oneworld Publications: 260–261. 2000. ISBN 1-85168-184-1.
13. ↑  Bahá'u'lláh, Gleanings from the Writing of, Section XCVII （页面存档备份，存于）
14. ↑  Bahá'u'lláh 1990，第162–163頁
15. ↑  Steiger, Brad; White, John (编). . Health Research Books. 1986: 3  [2019-05-05]. ISBN 0-7873-1291-6. （原始内容存档于2020-08-01）.
16. ↑  Filkin, David; Hawking, Stephen W. . Art of Mentoring Series. Basic Books. 1998: 194  [2019-05-05]. ISBN 0-465-08198-3. （原始内容存档于2017-02-02）.
17. ↑  Hornby 1994，第478頁
18. ↑  Universal House of Justice. . 1996-08-06  [2006-05-20]. （原始内容存档于2010-09-18）.